# Mahan, Iran
Mahan (perzijsko ماهان, latinizirano: Māhān, Māhūn) je glavno mesto okrožja Mahan v provinci Kerman v Iranu.  Po štetju leta 2006 je mesto štelo 16.787 prebivalcev.
Mahan je dobro znan po grobnici velikega Sufijskega voditelja šaha Ne'emat Ollah-e-Valija, ki je umrl leta 1431 ter vrtovih Shazdeh.
Grobnica šaha Nur-eddin Nemat Ollah-e Valisa, pesnika, modreca, Sufija in ustanovitelj reda dervišev, je bila zgrajena v 15. stoletju in rekonstruirana pod Safavidi (glavni vhod in kupola) ter povečana v času Qajarjev, ki so dodali minarete. Ima dva ločena minareta prekrita s turkiznimi ploščicami od tal do veha kupole. Mavzolej je dal zgraditi šah Ahmad Kani, preostali del stavbe pa je bil zgrajen med vladanjem šahov Abasa I., Mohammad Qajarja in Nasser al-Dina. Šah Nemat Ollah-e Valis je preživel veliko let tavajoč po osrednji Aziji, kjer je izpopolnjeval svoje duhovne darove pred končno postajo v Mahanu, dvajset kilometrov jugovzhodno od Kermana, kjer je preživel zadnjih petindvajset let svojega življenja. Umrl je leta 1431, po tem ko je ustanovil red dervišev, ki je še danes aktivna duhovna sila. Osrednja kupola je bila dokončana leta 1437 in jo je postavil šah Ahmad Bahmani, kralj Deccana in eden najbolj zvestih učencev šaha Nemat Ollah-e Valisa.
- Vrtovi Shazdeh ponoči, Mahan
- Vrtovi Shazdeh podnevi, Mahan